# Садовое (Сокулукский район)
Садовое (кирг. Садовый) — село в Сокулукском районе Чуйской области Кыргызстана. Входит в состав Нижнечуйского аильного округа. Код СОАТЕ — 41708 222 846 03 0.

## География
Село расположено в северной части области, в левобережной части долины реки Чу, вблизи государственной границы с Казахстаном. Абсолютная высота — 573 метра над уровнем моря.

## Население
| год     | 2009 | 2014 | 2015 |
| ------- | ---- | ---- | ---- |
| человек | 1216 | 1347 | 1379 |